# Revolt del Forat Negre

El Revolt del Forat Negre respecte del terme de Granera

El Revolt del Forat Negre és un revolt de la carretera BV-1245, en el terme municipal de Granera, a la comarca del Moianès.
Està situat en el punt quilomètric 7,5 d'aquesta carretera, a llevant del poble de Granera. És a l'esquerra del torrent de la Riera, al nord de la Plana del Mas. És al nord-est del Revolt del Pas de les Illes. És a llevant, però a l'altre costat de la riera, del Forat Negre i de la Font de l'Avellaner.